# Escape Route
Escape Route è il quinto album del rapper statunitense Joe Budden, pubblicato nel 2009.
| Recensione | Giudizio |
| ---------- | -------- |
| AllMusic   | [ 1 ]    |

## Tracce
1. Escape Route (Intro) – 3:29 – The Worxxx
2. Anti – 3:38 – Young McFly
3. Never Again – 4:36 – Jared F.
4. World Keeps Spinnin' – 3:58 – Deli Beats
5. Forgive Me – 4:35 – Jared F.
6. State of You – 4:59 – Jared F.
7. Good Enough – 5:22 – Jared F.
8. No Comment – 4:03 – J. Cardim
9. We Outta Here (featuring Royce da 5'9", Joell Ortiz & Crooked I) – 4:42 – Streetrunner
10. Clothes on a Mannequin – 4:23 – J. Cardim
11. Freight Train – 3:08 – Jared F.
12. Connect 4 (featuring Young Chris) – 2:32 – Chad West

Tracce bonus
1. Tito Santana (featuring Wale) – 2:18 – 9th Wonder
2. For You (featuring Royce Da 5'9") – 3:17 – Bink!

## Classifiche settimanali
| Classifica (2009)         | Posizione massima |
| ------------------------- | ----------------- |
| US Independent Albums     | 39                |
| US Top Rap Albums         | 22                |
| US Top R&B/Hip-Hop Albums | 47                |